# اس‌ام یوسی-۲۰
اس‌ام یوسی-۲۰ (به انگلیسی: SM UC-20) یک زیردریایی بود که طول آن ۱۶۱ فوت ۱۱ اینچ (۴۹٫۳۵ متر) بود. این زیردریایی در سال ۱۹۱۶ ساخته شد.